# Mittlere-Reife-Zug
Der Mittlere-Reife-Zug, auch M-Zug, M-Zweig oder M-Klasse, ist neben dem qualifizierenden Abschluss der Mittelschule (Quali) ein Teil des bayerischen Schulsystems und ein mittlerer Schulabschluss. Das „M“ steht für mittlere Reife. Der M-Zug wurde an vielen Hauptschulen als Alternative für die 4-jährige Realschule in der Sekundarstufe I im Schuljahr 1999/2000 eingeführt. Hauptschulen in Bayern mit diesem Angebot werden nun als Mittelschulen bezeichnet. Da eine eigene Klasse zu bilden ist, müssen sich in weniger besiedelten Gegenden manchmal mehrere Hauptschulen zusammenschließen. In Baden-Württemberg werden Hauptschulen mit M-Zug als Werkrealschule bezeichnet, er unterscheidet sich leicht vom bayerischen M-Zweig.
Der M-Zug beginnt in der siebten (M7) und endet in der zehnten Klasse (M10) mit dem Bestehen der Abschlussprüfung zur mittleren Reife. Der Lehrplan im M-Zug entspricht bis zur Jahrgangsstufe 9 dem der Hauptschule, wird jedoch besonders in den Hauptfächern etwas intensiviert. Außerdem sollen M-Schüler dazu befähigt werden, komplexere Aufgabenstellungen selbständig zu lösen (erhöhtes Anforderungsniveau). Der eigentliche Mittlere-Reife-Stoff wird ausschließlich in der zehnten Jahrgangsstufe unterrichtet, um auch Hauptschülern und Quereinsteigern, die erst später hinzustoßen, die Möglichkeit zu bieten, Anschluss zu finden.
Der mittlere Schulabschluss der Hauptschule berechtigt, wie der Realschulabschluss auch, zum Besuch der gymnasialen Oberstufe (Voraussetzung: eine zweite Fremdsprache, i. d. R. Französisch oder Latein). Außerdem kann die mittlere Beamtenlaufbahn eingeschlagen werden (z. B. mittlerer nichttechnischer Verwaltungsdienst). Ferner kann anschließend auf die Fachoberschule, zum Erwerb der Fachhochschulreife, und auf eine Fachschule oder Fachakademie gewechselt werden.

## Vor- und Nachteile für den Schüler
Die Schüler können innerhalb der Schulart Hauptschule über vier Jahre konsequent auf den mittleren Schulabschluss vorbereitet werden. Dieser Abschluss ist dem Realschulabschluss gleichgestellt und verleiht die gleichen Berechtigungen. Der Schwerpunkt wird im M-Zug auf Deutsch, Mathematik und Englisch gelegt. In diesen Fächern wird zum Abschluss auch mündlich und schriftlich geprüft. Weiterer Schwerpunkt ist die verstärkte Vorbereitung auf das Wirtschafts- und Arbeitsleben im Rahmen des Faches „Arbeit/Wirtschaft/Technik“. Dieses Fach ersetzt seit dem Schuljahr 2011/2012 die bisher getrennten Fächer Arbeitslehre und KTB (Kaufmännisch-Technischer-Bereich [Computerunterricht]). Man muss dazu die Schulart nicht wechseln und man hat vertraute Unterrichtsmethoden. Meistens sind, gerade im ländlichen Raum ein großer Vorteil, die Schulwege kürzer. Es gilt das Klassenlehrerprinzip und es wird verstärkt praxis- und berufsorientiert gearbeitet.
Zu Vorbereitung auf die Fachoberschule bietet sich ein freiwilliger Vorkurs an. Er richtet sich an Schüler der Mittel- und Wirtschaftsschulen sowie an alle andere zugangsberechtigten Schüler, welche ihre Kenntnisse auffrischen wollen. Unterrichtet werden die Fächer Deutsch, Englisch und Mathematik. Dies soll den Einstieg auf die höheren Anforderungen der FOS 11 erleichtern.